# Dur dur d'être bébé !
Dur dur d'être bébé ! è il singolo di debutto del cantante francese Jordy del 1992, estratto dal suo album Pochette Surprise. Dur dur d'être bébé ! entrò al primo posto delle classifiche in molti paesi.

## Descrizione
Dur dur d'être bébé ! venne interpretato da Jordy Lemoine, in arte Jordy, quando aveva solo quattro anni di età e prodotto dal padre Claude, produttore di successo che aveva lavorato per i Rockets. Nel brano, che è sorretto da una base pop e dance, Jordy afferma, usando un cantato rap, quanto sia difficile essere un neonato a causa delle imposizioni dei genitori.

## Classifiche
Dur dur d'être bébé ! salì alle posizioni più alte delle classifiche in molti paesi del mondo, entrando al primo posto delle casistiche di Francia, Italia, Belgio, Hong Kong, Grecia, Messico e Spagna. Il 19 giugno 1993, quando Jordy aveva cinque anni, la canzone entrò alla posizione numero 82 della Billboard Hot 100, facendo di lui il più giovane artista maschile a entrare in tale classifica.

## Accoglienza
Riferendosi a Dur dur d'être bébé !, Larry Flick di Billboard sostiene che «gli esperti delle Top 40 che sono accondiscendenti nei confronti delle novelty più strampalate inizieranno a salivare dopo aver sentito il primo ritornello (della canzone)». Anche Troy J. Augusto di Cash Box sostiene che Dur dur d'être bébé ! è una novelty. Stando a lui, la traccia avrebbe potuto raggiungere la vetta delle classifiche negli Stati Uniti. Music Week affermò che Dur dur d'être bébé ! è una «traccia house funzionale». Il singolo venne invece stroncato da Sylvia Patterson di Smash Hits, che assegnò ad esso una stella su cinque. Stando alla recensora, «Eccoci qui a parlare della numero uno francese apparsa nei notiziari e accolta con una certa ironia da Trevor McDonald e soci. "Fa schifo essere dei neonati" canta (si fa per dire) il bambino in lingua francese, facendo intenerire tante mamme farfuglianti che lo spediscono nelle classifiche. È dance senza alcun valore. Nessun'altra novelty europea in embrione potrà salvarci adesso.» Nel suo libro Travolti dal trash nell'immenso mare del brutto edito da Cairo, Matteo Fumagalli affermò: «Immaginare adulti pogare su versi come "fai la nanna/lavati le mani/non mettere le dita nel naso/Patati e Patata" fa scattare un immediato facepalm.»

## Tracce
7"
1. Dur dur d'être bébé ! (single mix) – 3:23
2. Dur dur d'être bébé ! (techno mix) – 4:07

Durata totale: 7:30
12" maxi
1. Dur dur d'être bébé ! (single mix) – 3:23
2. Dur dur d'être bébé ! (techno mix) – 4:07

Durata totale: 7:30
CD single
1. Dur dur d'être bébé ! (single mix) – 3:23
2. Dur dur d'être bébé ! (techno mix) – 4:07

Durata totale: 7:30
CD maxi
1. Dur dur d'être bébé ! (single mix) – 3:24
2. Dur dur d'être bébé ! (club mix) – 5:21
3. Dur dur d'être bébé ! (dob mix) – 5:21
4. Dur dur d'être bébé ! (techno mix) – 4:07

Durata totale: 18:13
Cassetta
1. Dur dur d'être bébé ! (single mix) – 3:23
2. Dur dur d'être bébé ! (techno mix) – 4:07

Durata totale: 7:30

## Formazione
- Jordy – voce
- Claude Lemoine – produzione